# Powiat Łęczyński
Der Powiat Łęczyński ist ein Powiat (Kreis) in der polnischen Woiwodschaft Lublin. Der Powiat hat eine Fläche von 633,75 km², auf der 57.173 Einwohner leben.

## Gemeinden
Der Powiat umfasst sechs Gemeinden, davon eine Stadt-und-Land-Gemeinde und fünf Landgemeinden.

### Stadt-und-Land-Gemeinde
- Łęczna

### Landgemeinden
- Cyców
- Ludwin
- Milejów
- Puchaczów
- Spiczyn